# American Dad! (sæson 4)
Den fjerde sæson af tegnefilmserien American Dad! blev sendt første gang fra 30. september 2007 til 18. maj 2008. Sæsonen består af seksten episoder og blev sendt på den amerikanske tv-station FOX.
Writers Guild of America-strejken i 2007 og 2008 betød at denne sæson fik et lavere antal episoder end de tidligere, da Seth MacFarlane (medskaber og tegnefilmsdubber) støttede strejken og derfor nægtede at arbejde på serien i denne periode. De afsnit der så blev sendt under strejken blev sendt uden hans tilladelse.

## Afsnit
| # | Total | Titel                                            | Instruktør      | Forfatter                    | Første sendedag    | Produktions kode |
| --- | ----- | ------------------------------------------------ | --------------- | ---------------------------- | ------------------ | ---------------- |
| 1 | 43    | "The Vacation Goo"                               | Albert Calleros | Josh Bycel & Jonathan Fener  | 30. september 2007 | 2AJN22           |
| 2 | 44    | "Meter Made"                                     | Bob Bowen       | Dan Vebber                   | 7. oktober 2007    | 3AJN01           |
| Stan skal afsone samfundstjeneste som parkeringsvagt og opdager hurtigt den magt jobbet giver ham. Fremskyndet af Francine, bliver Stan magtsyg og tvinger alt og alle til at give dem de ting de vil have.                                                     |       |                                                  |                 |                              |                    |                  |
| 3 | 45    | "Dope & Faith"                                   | Caleb Meurer    | Michael Shipley              | 14. oktober 2007   | 3AJN02           |
| 4 | 46    | "Big Trouble in Little Langley"                  | John Aoshima    | Rick Wiener & Kenny Schwartz | 4. november 2007   | 3AJN03           |
| 5 | 47    | "Haylias"                                        | Brent Woods     | David Zuckerman              | 11. november 2007  | 3AJN04           |
| Det viser sig at Stan for mange år siden har fået Hayley hjernevasket til, at kunne forvandle sig til den perfekte snigmorder, hvis et bestemt kodeord bliver ytret. Uheldigvis viser det sig at have store og forfærdelige konsekvenser, ikke mindst for Stan. |       |                                                  |                 |                              |                    |                  |
| 6 | 48    | "42-Year-Old Virgin"                             | Pam Cooke       | Nahnatchka Khan              | 18. november 2007  | 3AJN05           |
| 7 | 49    | "Surro-Gate"                                     | Tim Parsons     | Erik Durbin                  | 2. december 2007   | 3AJN07           |
| 8 | 50    | "The Most Adequate Christmas Ever"               | John Aoshima    | Jim Bernstein                | 16. december 2007  | 3AJN12           |
| 9 | 51    | "Frannie 911"                                    | Joe Daniello    | Brian Boyle                  | 6. januar 2008     | 3AJN06           |
| 10 | 52    | "Tearjerker"                                     | Albert Calleros | Jonathan Fener               | 13. januar 2008    | 3AJN08           |
| 11 | 53    | "Oedipal Panties"                                | Rodney Clouden  | David Hemingson              | 27. januar 2008    | 3AJN09           |
| 12 | 54    | "Widowmaker"                                     | Bob Bowen       | Keith Heisler                | 17. februar 2008   | 3AJN10           |
| 13 | 55    | "Red October Sky"                                | Caleb Meurer    | Steve Hely                   | 27. april 2008     | 3AJN11           |
| 14 | 56    | "Office Spaceman"                                | Brent Woods     | Laura McCreary               | 4. maj 2008        | 3AJN13           |
| 15 | 57    | "Stanny Slickers II: The Legend of Ollie's Gold" | Pam Cooke       | Erik Sommers                 | 11. maj 2008       | 3AJN14           |
| 16 | 58    | "Spring Breakup"                                 | Albert Calleros | Nahnatchka Khan              | 18. maj 2008       | 3AJN17           |

| Fjernsyn | Spire Denne artikel om et tv-program er en spire som bør udbygges. Du er velkommen til at hjælpe Wikipedia ved at udvide den. |